# Club Deportivo Miranda
Il Club Deportivo Miranda è una società pallanuotistica dello stato venezuelano di Miranda. La squadra di pallanuoto ha come mascotte un polpo e per questo la squadra è più nota con il nome di Pulpos de Miranda. Tra i primi club venezuelani, è uno dei sei club che prese parte al primo campionato venezuelano nel 2011, nel quale si aggiudicò il titolo, divenendo il primo club campione di pallanuoto del Venezuela.

## Rosa
| N° |                      | Ruolo | Giocatore         |
| -- | -------------------- | ----- | ----------------- |
| 1  | Venezuela (bandiera) |       | Daniel Ovelar     |
| 2  | Venezuela (bandiera) |       | Hugo Velasquez    |
| 3  | Venezuela (bandiera) |       | Antonio Pirela    |
| 4  | Venezuela (bandiera) |       | Douglas Espinoza  |
| 5  | Venezuela (bandiera) |       | Richard Barrera   |
| 6  | Venezuela (bandiera) |       | Jhoosep Velasquez |
| 7  | Venezuela (bandiera) |       | Jhoan Closier     |
| 8  | Venezuela (bandiera) |       | Angel Rojas       |

| N° |                      | Ruolo | Giocatore         |
| -- | -------------------- | ----- | ----------------- |
| 9  | Venezuela (bandiera) |       | Toty Bertolo      |
| 10 | Venezuela (bandiera) |       | Marlon Moreno     |
| 11 | Venezuela (bandiera) |       | Jhonatan Morillo  |
| 12 | Venezuela (bandiera) |       | Jimmy Ferraz      |
| 13 | Venezuela (bandiera) |       | Rafael Espinoza   |
| 14 | Venezuela (bandiera) |       | Jean Sanchez      |
| 15 | Venezuela (bandiera) |       | Ender David Govea |

## Palmarès

### Trofei nazionali
- Campionato venezuelano: 1

2011